# Список эпизодов телесериала «Оставленные»
«Оставленные» — американский драматический сериал канала HBO, созданный Деймоном Линделофом и Томом Перроттой. Сериал основан на одноимённом романе Перротты. Премьера сериала состоялась на канале HBO 29 июня 2014 года, и его показ длился в течение трёх сезонов; финал сериала был показан 4 июня 2017 года. В основой актёрский состав входят Джастин Теру, Эми Бреннеман, Кристофер Экклстон, Лив Тайлер, Крис Зилка, Маргарет Куэлли, Кэрри Кун, Энн Дауд, Реджина Кинг Кевин Кэрролл и Джован Адепо.
Действие сериала разворачивается в различных местах, среди которых Нью-Йорк (1—2 сезоны), Техас (2—3 сезоны) и Виктория, Австралия (3 сезон). Его действие начинается через три года после «Внезапного ухода», глобального события, которое привело к исчезновению 2% населения мира, и сериал следует за жизнью тех, кто остался.
За время своего эфира, в течение трёх сезонов «Оставленных» было показано 28 эпизодов.

## Обзор сезонов
| Сезон | Сезон | Эпизоды | Эпизоды | Оригинальная дата показа | Оригинальная дата показа |
| Сезон | Сезон | Эпизоды | Эпизоды | Премьера сезона          | Финал сезона             |
| ----- | ----- | ------- | ------- | ------------------------ | ------------------------ |
|       | 1     | 10      | 10      | 29 июня 2014             | 7 сентября 2014          |
|       | 2     | 10      | 10      | 4 октября 2015           | 6 декабря 2015           |
|       | 3     | 8       | 8       | 16 апреля 2017           | 4 июня 2017              |

## Эпизоды

### Сезон 1 (2014)
Первый сезон состоит из десяти эпизодов, и он выходил в эфир с 29 июня по 7 сентября 2014 года. Его действие в основном разворачивается в маленьком городке Мейплтон, Нью-Йорк, спустя три года после «Внезапного ухода», события, которое привело к исчезновению 2% населения мира (около 140 миллионов человек) и глубоко повлияло на горожан. Шеф полиции Кевин Гарви и его семья (жена Лори, сын Том, дочь Джилл и отец Кевин-ст.) являются основным центром внимания сезона, наряду со скорбящей вдовой Норой Дёрст, её братом преподобным Мэттом Джеймисоном и таинственной организацией-культом «Повинные», возглавляемой Пэтти Левин.
Первый сезон следует за несколькими сюжетными линиями, особенно за последствиями Ухода и последующими горем, гневом и страхом, которые горожане разделяют с остальным миром. Сезон также фокусируется на неудачных попытках Кевина сохранить порядок в городе и сохранить свою семью вместе, всё более гнусных схемах Повинных и чувствах горожан против них, кризисе веры Мэтта и попытках Норы двигаться дальше и скрыть боль, которую она затаила с момента Ухода.
В первом эпизоде нет начальных титров, в то время как начальной темой для остальных девяти эпизодов является «The Leftovers (Main Title Theme)», сочинённая композитором сериала Максом Рихтером.
| № общий | № в сезоне | Название                                                       | Режиссёр                          | Автор сценария                      | Дата премьеры   | Произв. код | Зрители США (млн) |
| --- | ---------- | -------------------------------------------------------------- | --------------------------------- | ----------------------------------- | --------------- | ----------- | ----------------- |
| 1 | 1          | «Пилот» «Pilot»                                                | Питер Берг                        | Деймон Линделоф и Том Перротта      | 29 июня 2014    | 276070      | 1,77              |
| Приближается третья годовщина с того момента, как люди исчезли. Местный начальник полиции испытывает серьезные профессиональные и личные сложности в жизни. |            |                                                                |                                   |                                     |                 |             |                   |
| 2 | 2          | «Пингвин один, мы ноль» «Penguin One, Us Zero»                 | Питер Берг                        | Деймон Линделоф и Кэт Лингенфельтер | 6 июля 2014     | 4X5702      | 1,55              |
| Кевин вынужден обратиться к врачу. Мэг вынуждена принять ключевое решение, которое повлияет на её будущее. Кристин и Том попадают в достаточно неожиданную ситуацию. Эйми и Джилл интересуются причиной отъезда и приезда Норы Дёрст. |            |                                                                |                                   |                                     |                 |             |                   |
| 3 | 3          | «Две лодки и вертолёт» «Two Boats and a Helicopter»            | Кит Гордон                        | Деймон Линделоф и Жаклин Хойт       | 13 июля 2014    | 4X5703      | 1,38              |
| Преподобный Джеймсон, которого не испугали угрозы и уменьшение прихода, утверждает что не стоит считать героями всех, кто исчез. Но он оказывается потрясённым, когда выясняется, что он может потерять свою церковь. Теперь он вынужден прибегнуть к крайности, чтобы собрать необходимые средства для спасения церкви.                                                                                                  |            |                                                                |                                   |                                     |                 |             |                   |
| 4 | 4          | «БиДжей и ЭйСи» «B.J. and the A.C.»                            | Лесли Линка Глаттер Карл Франклин | Деймон Линделоф и Элизабет Питерсон | 20 июля 2014    | 4X5704      | 1,62              |
| Дома у Кевина появляются достаточно неожиданные гости, работа тем временем приносит все больше и больше сюрпризов, в том числе и необходимость искать похищенную куклу младенца-Иисуса. Между тем Кристин и Тому приходится столкнуться с проблемами на дороге, когда они отправляются в больницу. Пользуясь тем, что жители городка отправились на рождественский бал, «Повинные» крадут из их домов фотографии ушедших. |            |                                                                |                                   |                                     |                 |             |                   |
| 5 | 5          | «Глэдис» «Gladys»                                              | Мими Ледер                        | Деймон Линделоф и Том Перротта      | 27 июля 2014    | 4X5705      | 1,59              |
| Решение Лори испытывается жестоким преступлением, которое было совершено на почве ненависти. Кевин думает над тем, принимать ли стороннюю помощь, которая может избавить Мейплтон от проблем. Мэтт отправляется проповедовать на улицы. Мэг примеривает абсолютно новую роль. |            |                                                                |                                   |                                     |                 |             |                   |
| 6 | 6          | «Гость» «Guest»                                                | Карл Франклин                     | Деймон Линделоф и Кэт Лингенфельтер | 3 августа 2014  | 4X5706      | 1,47              |
| Нора едет в Нью-Йорк, чтобы побывать на второй ежегодной конференции, связанной с пропавшими людьми. Но прибыв на место выясняется, что её приглашение есть у другого человека, из-за чего ей приходится пробиться туда как гость. Во время конференции ей приходится столкнуться с писателем, продавцом и даже жуликом.                                                                                                  |            |                                                                |                                   |                                     |                 |             |                   |
| 7 | 7          | «Утешение для усталых ног» «Solace for Tired Feet»             | Мими Ледер                        | Деймон Линделоф и Жаклин Хойт       | 10 августа 2014 | 4X5707      | 1,58              |
| Узнав, что отец совершил побег из психбольницы, Кевин выписывает ордер на его поиски и поимку. Джилл прилагает все усилия, чтобы побить рекорд выносливости. Том, находясь в Индиане, делает для себя тревожащее открытие. |            |                                                                |                                   |                                     |                 |             |                   |
| 8 | 8          | «Каир» «Cairo»                                                 | Мишель Макларен                   | Кертис Гуинн и Карлито Родригес     | 17 августа 2014 | 4X5708      | 1,64              |
| Кевин начинает задумываться о том, не потерял ли он связь с реальностью, когда попадает в очень сложную ситуацию с Пэтти, лидером Виновных Оставшихся. Во время очередного столкновения с Мэттом, Мэг теряет над собой контроль. Джилл требует от Эйми объяснений относительно её отношений с Кевином. Нора пытается показать Лори, что она будет стоять до конца.                                                        |            |                                                                |                                   |                                     |                 |             |                   |
| 9 | 9          | «Гарви в своих лучших проявлениях» «The Garveys at Their Best» | Дэниел Сакхайм                    | Деймон Линделоф и Кэт Лингенфельтер | 24 августа 2014 | 4X5709      | 1,85              |
| Том возвращается обратно к своему прошлому несмотря на то, что понимает — это ошибка. Нора приходит на собеседование. Отца Кевина награждают. Ужасные новости не удивляют Лори. |            |                                                                |                                   |                                     |                 |             |                   |
| 10 | 10         | «Возвращение блудного сына» «The Prodigal Son Returns»         | Мими Ледер                        | Деймон Линделоф и Том Перротта      | 7 сентября 2014 | 4X5710      | 1,53              |
| Городок Мейплтон буквально погружается в полнейший хаос после действий Виновных Оставшихся, которые они совершили во время Дня памяти. Тем временем в другом городе Кевин находит неожиданную помощь. Том начинает приспосабливаться к совершенно новой жизни. Нора стоит перед сложным выбором. |            |                                                                |                                   |                                     |                 |             |                   |

### Сезон 2 (2015)
Второй сезон состоит из десяти эпизодов, и он выходил в эфир с 10 октября по 6 декабря 2015 года. Его действие разворачивается через год после первого сезона, и он сосредоточен вокруг четвёртой годовщины Ухода. В то время как действие некоторых сцен происходит в Мейплтоне, Нью-Йорк (место действия первого сезона) и других местах, действие большей части сезона происходит в Джардене, Техас, переименованном в «Чудо» после того, как было обнаружено, что никто из города не исчез. Город стал туристическим объектом, что привело к тому, что Кевин, Нора, Мэтт и другие персонажи из первого сезона переехали в Чудо. Среди новых персонажей есть семья Мёрфи: отец Джон, мать Эрика, дочь Эви и сын Майкл.
Второй сезон следует за несколькими сюжетными линиями, особенно за идеологической битвой между теми, кто верит, что Чудо является особенным, и теми, кто не верит, отношениями Кевином и Норы, которые проверяются всё более неустойчивым психическим состоянием Кевина, поисками пропавшей дочери семьи Мёрфи и попытками Мэтта доказать существование чуда, свидетелем которого был только он.
Начальной темой всех десяти эпизодов является «Let the Mystery Be» Айрис Демент.
| № общий | № в сезоне | Название                                          | Режиссёр       | Автор сценария                     | Дата премьеры   | Произв. код | Зрители США (млн) |
| --- | ---------- | ------------------------------------------------- | -------------- | ---------------------------------- | --------------- | ----------- | ----------------- |
| 11 | 1          | «Ось мира» «Axis Mundi»                           | Мими Ледер     | Деймон Линделоф и Жаклин Хойт      | 4 октября 2015  | 4X6051      | 0,713             |
| Пролог: беременная пещерная женщина становится единственной выжившей из своего клана после землетрясения и камнепада, затем у неё начинаются роды и она рожает ребёнка. Спустя короткое время, будучи занятой охотой, ребёнку угрожает змея и мать защищает его, но ценой смертельного укуса. Мать продолжает некоторое время бороться с ядом, но яд берёт верх, она падает и умирает возле небольшого водопоя. Затем другая женщина забирает себе ребёнка. Настоящее время: Джарден, штат Техас, стал известным как город Чудо, где никто не исчез. Семья Мёрфи, Джон, Эрика, Майкл и Эви являются жителями города. Джон — пожарный, а Эрика — врач. Однако с этой загадочной семьёй не всё так, как кажется. Джон жестоко наказывает тех, кто считает город особенным; Эрика частично глухая; а Эви страдает эпилепсией. Мёрфи принимают новых соседей — Кевина, Нору, Джилл, Лили и их собаку. В эту ночь трое местных девушек растворилось в воздухе, и среди них была Эви. |            |                                                   |                |                                    |                 |             |                   |
| 12 | 2          | «Вопрос географии» «A Matter of Geography»        | Мими Ледер     | Деймон Линделоф и Том Перротта     | 11 октября 2015 | 4X6052      | 0,552             |
| Ранее в Мейплтоне, Кевин переживает кризис совести из-за его роли в смерти Пэтти Левин. Он возвращается к неглубокой могиле в лесу и откапывает тело. Он намеренно проезжает быстро мимо полицейской машины и его останавливают и отправляют на допрос. Его быстро освобождают после того, как расследующий офицер AFTEC узнаёт у Кевина, что причиной смерти Пэтти было самоубийство. Джилл встречается с Томом в закусочной и пытается уговорить его вернуться в семью, но безуспешно. После разговора со своим недавно освобождённым отцом, Кевин предлагает Норе и Джилл переехать. Нора продаёт свой дом и использует деньги, чтобы приобрести на аукционе дом в Джардене, Техас. Вскоре после их прибытия Кевину начинают приходить видения Пэтти. Этой ночью он просыпается на дне осушённого озера со шлакоблоком, привязанным к его лодыжке: всего в нескольких футах от того места, где была оставлена машина трёх девочек. |            |                                                   |                |                                    |                 |             |                   |
| 13 | 3          | «Съезд» «Off Ramp»                                | Карл Франклин  | Деймон Линделоф и Патрик Сомервиль | 18 октября 2015 | 4X6053      | 0,777             |
| Том и Лори теперь работают вместе, чтобы спасти разъединённых членов Повинных. Лори, которая вновь стала терапевтом, теперь руководит группой поддержки для членов Повинных, которые хотят избежать культа. Том перемещается из города в город, проникая во многие фракции Повинных, чтобы выявить наиболее разочарованных членов Повинных, и он помогает этим людям сбежать и присоединиться к группе поддержки своей матери. Лори поглощена написанием своей книги-рассказа о своём опыте во фракции Повинных. По мере того, как Том и Лори всё больше погружаются в своё ненадёжное, но благое предприятие, оба оказываются в трудных ситуациях. После того, как одна из спасённых Томом и Лори — Сьюзан — убивает себя и свою семью после того, как она пыталась приспособиться к прежней жизни, Лори сомневается в своём решении опубликовать свою книгу. После того, как Том избит, изнасилован Мег и почти подожжён другими членами Повинных, он возвращается домой и ставит под сомнения мотивы своей матери для вовлечения его в её усилия против Повинных. |            |                                                   |                |                                    |                 |             |                   |
| 14 | 4          | «Оранжевая наклейка» «Orange Sticker»             | Том Шенклэнд   | Деймон Линделоф и Том Спезиали     | 25 октября 2015 | 4X6054      | 0,519             |
| В настоящее время в Джардене, Нора просыпается от землетрясения на следующее утро после исчезновения девочек и обнаруживает, что Кевин пропал. Опасаясь худшего, она испытывает серьёзную встряску, прежде чем Кевин возвращается домой. Он объясняет, что он проснулся на дне озера, но скрывает другие детали. Они оба соглашаются, что Кевин должен молчать о своей близости к девушкам, опасаясь подозрений. Он присоединяется к поисковому отряду на озере, желая втайне ото всех найти свой телефон, который он потерял ночью из-за замешательства. Найдя его, Кевина встречает встревоженный Джон, который предлагает отвезти его домой, но вместо этого делает его невольным партнёром в преступлении. Он едет в мотель, где остановился Айзек, который предсказал несчастную судьбу Джона. Джон нападает на Айзека с бейсбольной битой, в то время как Кевин пытается сдержать свой гнев. Айзек стреляет в Джона в целях самообороны, после чего Кевин везёт Джона в клинику Эрики за медицинской помощью. Между тем, Нора навещает Мэтта, чтобы удостовериться, что Джарден является таким, каким его описывают. Он рассказывает о ночи, когда он и Мэри впервые прибыли, и её чудесном выздоровлении и последующем рецидиве. В конце дня Нора настаивает на том, чтобы она пристегнула себя наручниками к Кевину, пока они спят. |            |                                                   |                |                                    |                 |             |                   |
| 15 | 5          | «Нет места в гостинице» «No Room at the Inn»      | Николь Кассель | Деймон Линделоф и Жаклин Хойт      | 1 ноября 2015   | 4X6055      | 0,625             |
| Преподобный Мэтт Джеймисон из раза в раз пытался повторить день, когда Мэри проснулась, но безуспешно. Расстроившись, он отвозит Мэри в Остин, Техас, чтобы сделать МРТ, и обнаруживает, что она беременна. На обратном пути в Джарден, они наталкиваются на мужчину и его маленького сына, и у них проблема с машиной. Когда Мэтт останавливается, чтобы помочь, незнакомец нападает на него и крадёт оба их браслета, получая доступ к эксклюзивному городу. Мэри, похоже, просыпается на мгновение и провозглашает, что если она не вернётся в Джарден, ребёнок умрёт. После того, как им отказали во въезде в Джарден, Джон Мёрфи соглашается спонсировать их при одном условии: Мэтт должен признать, что беременность Мэри по природе не является чудом. Он признаёт это, но Джон передумывает, когда Мэтт спрашивает, почему он так зол на город. Позже Нора и Кевин пытаются тайком провести их в город в багажнике их машины. В пути они натыкаются на мёртвое тело вора, который украл браслет, а сын дрожит, стоя рядом. Отправив Мэри вместе с Кевином и Норой, Мэтт отводит мальчика к Джону. Он говорит Джону позаботиться о нём, а также, что он не вернётся в Джарден, пока он не докажет свою истину. Мэтт отправляется в лагерь и показывает акт нежности.                                                                |            |                                                   |                |                                    |                 |             |                   |
| 16 | 6          | «Линза» «Lens»                                    | Крэйг Зобел    | Деймон Линделоф и Том Перротта     | 8 ноября 2015   | 4X6056      | 0,636             |
| Учёный приходит в Джарден в поисках ответов, касающихся Норы и близости к недавно ушедшим девушкам. Нора нехорошо реагирует на это. После её отказа мужчине, ей звонит один из его коллег, утверждая, что у них есть ответы относительно «Линз». «Линза» — это тот, кого DSD (Департамент Внезапного Ухода) классифицирует как риск для тех, кто находится вокруг них и пропадает. Нора ошеломлена, узнав, что их теория основана на мистических и религиозных убеждениях. Тем временем, во время сбора средств для ушедших, Эрика делится со всеми присутствующими частичкой своего откровенного мнения. Позже Нора и Эрика связываются и ссорятся из-за своих потерь. Кевин снимает с себя груз перед Норой. |            |                                                   |                |                                    |                 |             |                   |
| 17 | 7          | «Могущественный враг» «A Most Powerful Adversary» | Мими Ледер     | Деймон Линделоф и Патрик Сомервиль | 15 ноября 2015  | 4X6057      | 0,610             |
| Кевин просыпается на следующее утро после того, как он сказал Норе, что он видит и говорит с Пэтти, и обнаруживает, что Нора забрала Мэри и Лили и ушла. Когда Джилл узнаёт о Норе, она боится, что поведение её отца снова разрушило их семью. По дороге на работу Кевин сталкивается с Майклом, который говорит Кевину, что его дед Вёрджил может помочь ему избавиться от его проблемы. После краткого визита к Вёрджилу, Кевина к городским воротам вызывают солдаты, которые говорят ему, что там находится его жена, Лори. Когда Кевин идёт поговорить с Лори у ворот, он, в конечном счёте, отпугивает её своим странным поведением. После ссоры с Джилл, Кевин идёт в мотель, где остановилась Лори, и рассказывает о своём бедственном положении. Лори диагностирует Кевина как психопата и Кевин просит Лори помочь ему на пути к выздоровлению. После того как Кевин привёл Лори к себе домой, ему наконец звонит Нора. Убедив Кевина, что она поверит ему, если он скажет, что Пэтти больше не преследует его, Кевин уходит прочь, оставив позади взволнованных Джилл и Лори. Он идёт к Вёрджилу и соглашается на план Вёрджила помочь ему избавиться от Пэтти. |            |                                                   |                |                                    |                 |             |                   |
| 18 | 8          | «Международный убийца» «International Assassin»   | Крэйг Зобел    | Деймон Линделоф и Ник Кьюз         | 22 ноября 2015  | 4X6058      | 0,696             |
| Кевин погрузился в царство мёртвых; отель, полный людей, застрявших между жизнью и смертью. В этом мире Кевин является международным убийцей, которому поручено убить кандидата в президенты, Пэтти Левин. Вёрджил является консьержем отеля. Он ведёт Кевина через этот новообретённый лабиринт реальности, пока он не пьёт воду, которую он советовал Кевину избегать любой ценой, и полностью забывает, кто такой Кевин. Тем временем Кевин спасает маленькую девочку от утопления в бассейне и обнаруживает, что Мэри остановилась в отеле. Его пытают сотрудники службы безопасности Пэтти во главе с Глэдис, чтобы узнать его намерения и личность. Он проходит допрос, сказав частички правды, и посещает встречу с Пэтти. Как только он собирается убить её, женщина утверждает, что она является приманкой, но Кевин всё равно застреливает её. Он понимает, что маленькая девочка из бассейна является настоящей Пэтти. Получив инструкции от отца, Кевин отвозит Пэтти к колодцу в Джардене и нехотя бросает её в колодец. Старая и потрёпанная Пэтти выкрикивает из глубины колодца, но Кевин топит её. Он возвращается к краю леса Джардена, где его ждёт Майкл. |            |                                                   |                |                                    |                 |             |                   |
| 19 | 9          | «Десять тринадцать» «Ten Thirteen»                | Кит Гордон     | Деймон Линделоф и Моника Белецки   | 29 ноября 2015  | 4X6059      | 0,861             |
| Во флэшбеках, мать Мег умирает за день до великого ухода, создавая цепь эмоциональных последствий, ведущих её к нынешнему состоянию ума. Она и её жених едут в Джарден в поисках ответов от Айзека, но ей не нравится то, что она слышит. Там она натыкается на Эви. Том устаёт от своей «святой» уловки и позже связывается с Мег. В настоящее время Мег и Том отправляются в Джарден. Мег находится на самопровозглашённой миссии всей жизни. Приказав закидать камнями человека, который наткнулся на базу Повинных возле Джардена, Мег посещает лагерь и встречает Мэтта. Он с подозрением относится к её намерениям. Она утверждает, что он и его люди ждали её. Интересуясь, почему мужчину пришлось закидать камнями до смерти, Том исследует сарай, рядом с которым был найден мужчина. Там он находит Эви и её двух пропавших подружек, запертых в трейлере Airstream. |            |                                                   |                |                                    |                 |             |                   |
| 20 | 10         | «Я здесь живу» «I Live Here Now»                  | Мими Ледер     | Деймон Линделоф и Том Перротта     | 6 декабря 2015  | 4X6060      | 0,993             |
| Кевин оправляется от смерти, затем возвращается домой к разъярённому Джону, опознав его отпечаток руки. Кевин объясняет, что Эви инсценировала свой уход, затем Джон стреляет в него. Он снова погружается в мир мёртвых, где знакомое ему лицо говорит, что он должен петь караоке, чтобы вернуться домой, и он нерешительно делает это. После очередного землетрясения Мэри выздоравливает и Нора отводит её к Мэтту в лагерь. Тем временем, Мег и Эви инициируют свой план, и Повинные проникают в Джарден, что ведёт к хаосу и разрушению со стороны посторонних. Нуждаясь в помощи, Кевин пробирается через обезумевший город в клинику Эрики, где он встречает Джона во второй раз. Двое мужчин размышляют о своих похожих проблемах и отправляются домой. Когда Кевин открывает входную дверь, Джилл, Лори, Мэтт, Мэри, Нора, Том и Лили присутствуют в доме, ожидая его возвращения. |            |                                                   |                |                                    |                 |             |                   |

### Сезон 3 (2017)
Третий и финальный сезон состоит из восьми эпизодов, и он выходил в эфир с 16 апреля по 4 декабря 2017 года. Его действие разворачивается через три года после второго сезона, и он сосредоточен вокруг седьмой годовщины Ухода. Действие первых двух эпизодов происходит в Джардене, Техас (место действия второго сезона) и других местах, в то время как действие последних шести эпизодов в основном происходит в штате Виктория, Австралия (который, по мнению персонажей, станет местом апокалиптического события в годовщину Ухода). Кевин-ст. стал основным персонажем, в то время как он был второстепенным персонажем в первых двух сезонах.
Третий сезон следует за несколькими сюжетными линиями, особенно за убеждением Мэтта и Кевина-ст. в том, что седьмая годовщина Ухода принесёт апокалиптический потоп в Австралии, примирением Кевина со своим явным бессмертием и его убеждением, что ему суждено предотвратить апокалипсис, и борьбой Норы с научным открытием, которое может воссоединить её с семьёй.
В первом эпизоде нет начальных титров, в то время как начальная тема у последних семи эпизодов меняется с каждым эпизодом.
| № общий | № в сезоне | Название | Режиссёр       | Автор сценария                                                                     | Дата премьеры  | Произв. код | Зрители США (млн) |
| --- | ---------- | --- | -------------- | ---------------------------------------------------------------------------------- | -------------- | ----------- | ----------------- |
| 21 | 1          | «Книга Кевина» «The Book of Kevin»                                                                                        | Мими Ледер     | Деймон Линделоф и Патрик Сомервиль                                                 | 16 апреля 2017 | T13.19801   | 0,895             |
| В 1844 году открытый пророк проповедует своей общине серию неудачных предсказаний о грядущем небесном событии. В настоящее время военный беспилотник уничтожает Центр посетителей Джардена, где находится лагерь Повинных. Три года спустя, Кевин стал шефом полиции в Джардене, а Том стал сотрудником полиции. Нора вернулась на работу в качестве агента DSD. Кевина навещает Дин, которого он знал ещё с Мейплтона. На следующее утро Кевин заворачивает свою голову в пластиковый пакет и начинает задыхаться. Позже, когда Кевин покидает свой дом живым и здоровым, с ним связывается Том, который говорит, что протестующие отравили воду, где Мэтт, который теперь стал городским министром, планировал крестить людей. Кевин прыгает в воду и, оставшись невредимым, объявляет, что заявление об отравлении является шуткой. Затем Майкл «крестит» Кевина. Дин устраивает засаду на патрульную машину Тома и Кевина и он готовится убить Кевина, но его убивает Том. Кевин обнаруживает, что Мэтт пишет о нём Евангелие, которое он получает. В сельских районах Австралии женщина коллекционирует голубей и доставляет их монахине. Монахиня спрашивает женщину, которую она называет Сарой, значит ли для неё имя «Кевин» что-нибудь. Женщина, похожая на пожилую Нору, отвечает: «Нет». |            | |                |                                                                                    |                |             |                   |
| 22 | 2          | «Не говори глупости» «Don't Be Ridiculous»                                                                                | Кит Гордон     | Том Перротта и Деймон Линделоф                                                     | 23 апреля 2017 | T13.19802   | 0,776             |
| Когда «Человек на башне» умирает от сердечного приступа, его вдова настаивает на том, что он ушёл, но Нора навещает Мэтта, чтобы доказать обратное. Позже с ней связывается актёр Марк Линн-Бейкер, который заявляет, что он представляет людей, которые могут воссоединить её с её детьми, если он встретится с ним в Сент-Луисе. Нора убеждена, что Линн-Бейкер склонен к суициду после того, как он объясняет группе, что группа, которую он представляет, соорудило устройство для «отправки» людей туда, куда ушли их пропавшие близкие. На следующий день Нора едет в Кентукки, чтобы увидеться с Лили, которая сейчас живёт с её матерью Кристиной. Вернувшись в Техас, Нора признаётся Эрике, что она сломала себе руку после того, как она прикрыла татуированные имена своих детей. Они с Томом обмениваются обвинениями относительно Лили, пока она не возвращается домой и обнаруживает, что Кевин задыхается. Он говорит ей, что он не самоубийца, но делает это, чтобы чувствовать. Ей звонят благодетели Линн-Бейкера и они просят, чтобы она встретила их в Мельбурне с $20 000. Она соглашается, и Кевин просит пойти с ней. В Австралии группа пожилых женщин похищает начальника полиции по имени Кевин и топят его, ожидая, что он вернётся к жизни. Когда становится ясно, что он этого не сделает, приближается отец Кевина Гарви и спрашивает, что они делают. Вступительная заставка: «Nothing's Gonna Stop Me Now» — Дэвид Померанц |            | |                |                                                                                    |                |             |                   |
| 23 | 3          | «Мысли белого психа» «Crazy Whitefella Thinking»                                                                          | Мими Ледер     | Деймон Линделоф и Том Спезиали                                                     | 30 апреля 2017 | T13.20203   | 0,846             |
| Кевин Гарви-ст. коллекционирует песни коренных аборигенов из Австралии, за что его арестовывают. После освобождения он отправляется на поиски вождя племени по имени Кристофер Сандэй, который является единственным человеком, который знает последнюю песню, необходимую ему для предотвращения грядущего апокалипсиса. С помощью незаконных методов он находит его и объясняет своё легендарное и грязное прошлое. Сандэй соглашается помочь, если он починит его текучий кондиционер. Пытаясь починить его, Кевин падает с крыши прямо на Сандэя. После безуспешной попытки сопроводить его до больницы на машине скорой помощи, Кевин оказывается посреди местного аутбэка. После того, как он увидел, как прохожий покончил с собой, и после того, как его укусила змея, Кевина спасает женщина и она доставляет его к себе домой для реабилитации. Он просыпается и обнаруживает людей возле дома, строящих лодку для потопа. Женщиной оказывается Грейс, которая потеряла всю свою семью; и только что убила полицейского, основываясь на внезапном появлении Кевина и записке, которую он нашёл из книги Мэтта. Будучи в сомнении, она ставит под вопрос всё вокруг, но Кевин обнадёживает её веру. Вступительная заставка: «Personal Jesus» — Ричард Чиз |            | |                |                                                                                    |                |             |                   |
| 24 | 4          | «Привет, Мельбурн» «G'Day Melbourne»                                                                                      | Дэниел Сакхайм | Сюжет: Деймон Линделоф Телесценарий: Тамара П. Картер и Хэйли Харрис               | 7 мая 2017     | T13.20204   | 0,812             |
| Кевин и Нора занимаются сексом в туалете аэропорта по дороге в Австралию. Нора получает дальнейшие инструкции, а Кевин видит Эви за окном студии. Он выбегает на улицу и сталкивается с ней. После того как ему удалось сделать снимок, он звонит Лори, которая предупреждает его о том, чтобы он прекратил преследование. Он игнорирует её и выслеживает девушку в местной библиотеке. Кевин, снова разговаривая с Лори по телефону, понимает, что девушка, на самом деле, не является Эви; у Кевина произошёл психотический разрыв с реальностью. Тем временем, Нора почти опаздывает на свой автобус после того, как незнакомая женщина умоляет её присмотреть за её ребёнком. По прибытии Нора проходит медицинский осмотр, прежде чем ей задают вопрос: допустила бы она убийство ребёнка, если бы это значило, что близнец ребёнка вырастет, чтобы вылечить рак. Восторженный ответ Норы на то, что она в порядке с убийством ребёнка, отвергается спрашивающими её людьми. Шатаясь от событий дня, Кевин и Нора начинают конфликтовать: он сжигает книгу Мэтта и, оскорбив Нору, уходит из отеля. Снаружи его встречают отец и Грейс. Все трое уезжают, оставив Нору одну в отеле. Вступительная заставка: «This Love is Over» — Рэй Лямонтан и the Pariah Dogs |            | |                |                                                                                    |                |             |                   |
| 25 | 5          | «Этот мир Мэтта, Мэтта, Мэтта, Мэтта» «It's a Matt, Matt, Matt, Matt World»                                               | Николь Кассель | Лила Байок и Деймон Линделоф                                                       | 14 мая 2017    | T13.20205   | 0,919             |
| Будучи убеждённым, что Кевин должен вернуться в Джарден до 14 октября, Мэтт арендует самолёт до Мельбурна. Лори, Джон и Майкл сопровождают его. После того, как подводник из ВМС Франции запускает ядерное оружие на острове в южной части Тихого океана, воздушная перевозка заземляется, что заставляет группу сесть на пассажирское судно в Тасмании. На судне находится «прайд» людей, которые празднуют родословную «Фрейзера, чувственного льва» через массовое совокупление. Мэтт обнаруживает, что на борту есть человек, который провозглашает себя Богом. Мэтт видит, как человек, Дэвид Бёртон, выбрасывает за борт другого пассажира, убивая его. После многих попыток убедить остальных, Мэтт приходит в ярость от несправедливости и похищает Бёртона. Мэтт расспрашивает его под давлением и спрашивает, почему он заставил рак Мэтта вернуться. Бёртон обещает вылечить его, если Мэтт отпустит его. Мэтт отпускает его, и Бёртон утверждает, что он сделал это по щелчку его пальцев. На следующее утро корабль прибывает в Мельбурн. Мэтт раскрывает остальным, что его рак вернулся. Капитан сообщает Мэтту, что в океане было найдено тело человека, и что Бёртон будет взят под стражу. Бёртон пытается сбежать, но его растерзал один из потомков Фрейзера. Вступительная заставка: «Ashrei» — Бенцион Миллер |            | |                |                                                                                    |                |             |                   |
| 26 | 6          | «Лицензия» «Certified» | Карл Франклин  | Патрик Сомервиль и Карли Рэй                                                       | 21 мая 2017    | T13.20206   | 0,770             |
| Во флэшбеке показывают, что Лори пыталась покончить с собой благодаря передозировке перед тем, как она присоединилась к Повинным. В настоящее время, Мэтт (всё ещё больной раком) и Лори помогают Норе шпионить за двумя учёными, которые брали у неё интервью. На следующий день, после того, как Нора заколебалась, Лори смогла убедить её делать свою работу и сообщать о деятельности группы. Лори направляется к дому Грейс на ранчо, вместе с подписанным экземпляром книги Мэтта, так как её вызвал Майкл. Кевин-ст. объясняет, что они попросили Кевина утонуть и вернуться в «царство мёртвых», чтобы узнать текст песни у Кристофера Сандэя, чтобы остановить надвигающееся разрушение Земли. Лори обещает не вмешиваться в их планы относительно Кевина, но она усыпляет всех за ужином, ожидая возвращения Кевина из его созерцательного путешествия. У них происходит содержательная беседа, во время которой Лори рассказывает, что она была беременна в день Ухода, но её плод исчез. Они оба признаются, что они не хотели ещё одного ребёнка, прежде чем попрощаться. Утром, в день их годовщины, Лори идёт плавать с аквалангом, и прежде чем нырнуть, она получает звонок от Джилл и Томми. Вступительная заставка: «1-800 Suicide» — Gravediggaz |            | |                |                                                                                    |                |             |                   |
| 27 | 7          | «Самый сильный человек в мире (и его брат-близнец)» «The Most Powerful Man in the World (and His Identical Twin Brother)» | Крэйг Зобел    | Ник Кьюз и Деймон Линделоф                                                         | 28 мая 2017    | T13.20207   | 0,804             |
| В Австралии начинается дождь. Кевин возвращается в мир неживых, где ему поручено найти Эви Мёрфи, Кристофера Сандэя и детей Грейс Плэйфорд. Несмотря на то что он успешно нашёл всех из них, никто из них не был в состоянии понять сообщения, которые он передал. В альтернативной реальности Кевин возобновляет свою роль международного убийцы (с помощью усопшего Дина), но вскоре понимает, что у него есть второй двойник, который является президентом Соединённых Штатов. Впоследствии он чередуется сознанием между ними двумя. Будучи президентом, Кевином манипулирует его министр обороны Пэтти Левин, чтобы он начал ядерную атаку, которая разрушит мир, несмотря на сопротивление его вице-президента Мег Эбботт. Когда оба Кевина встречаются, они узнают, что ключ к ядерному запуску находится в сердце убийцы, которое президент должен вырезать. Прежде чем выполнить свою задачу, Кевины осознают своё сожаление в обращении с Норой и решают больше никогда не возвращаться в мир неживых. Пэтти и президент Кевин наблюдают за ядерным апокалипсисом, в то время как Кевин возвращается в мир живых, где дождь прекратился. Вступительная заставка: «The Leftovers (Main Title Theme)» — Макс Рихтер |            | |                |                                                                                    |                |             |                   |
| 28 | 8          | «Книга Норы» «The Book of Nora»                                                                                           | Мими Ледер     | Сюжет: Том Спезиали и Деймон Линделоф Телесценарий: Том Перротта и Деймон Линделоф | 4 июня 2017    | T13.20208   | 1,049             |
| Попрощавшись со своим братом Мэттом, Нора входит в устройство, которое воссоединит её с теми, кто пропал во время Ухода. Много лет спустя, пожилой Кевин появляется на пороге дома Норы в Австралии. Нора озадачена его присутствием, так как он, видимо, не помнит ни одного из событий, произошедших после Мейплтона. Несмотря на его попытки воссоединиться с ней, Нора продолжает отвергать его, пока он не раскрывает правду: он знал, что Нора исчезла после «перехода», но отказывался верить, что она пропала. Затем он каждый год ездил в Австралию, чтобы найти её, и затем нашёл её пару дней назад. Затем Нора даёт Кевину отчёт о том, что произошло во время процедуры: она перенеслась в альтернативную реальность, где вместо 2% исчезло 98% населения планеты. После долгого путешествия в Мейплтон она узнала, что её муж вновь женился, и что её дети счастливы в своей жизни. Затем Нора попросила создателя устройства отправить её домой, где она жила в Австралии в течение следующих двадцати лет, и только Лори (её терапевт) знала, что она вернулась; она также утверждает, что она не сказала Кевину, поскольку не была уверена, поверит ли он ей. Затем Кевин говорит, что он верит ей, и со слезами на глазах выражает облегчение, что они воссоединились, и держит её за руку. Вступительная заставка: «Let the Mystery Be» — Айрис Демент                                                                                    |            | |                |                                                                                    |                |             |                   |

1. ↑  Перротта и Линделоф указаны в начальных титрах под псевдонимами «Tha Lonely Donkey Kong» и «Specialist Contagious», соответственно. Эти псевдонимы появились после того, как Перротта и Линделоф ввели свои имена в генератор имён Wu-Tang Clan.[23]

## Рейтинги
|           | Эп. 1 | Эп. 2 | Эп. 3 | Эп. 4 | Эп. 5 | Эп. 6 | Эп. 7 | Эп. 8 | Эп. 9 | Эп. 10 | Среднее значение |
| 1-й сезон | 1,77  | 1,55  | 1,38  | 1,62  | 1,59  | 1,47  | 1,58  | 1,64  | 1,85  | 1,53   | 1,60             |
| 2-й сезон | 0,71  | 0,55  | 0,78  | 0,52  | 0,63  | 0,64  | 0,61  | 0,70  | 0,86  | 0,99   | 0,70             |
| 3-й сезон | 0,90  | 0,78  | 0,85  | 0,81  | 0,92  | 0,77  | 0,80  | 1,05  |       |        | 0,86             |